# Berotha baminana
Berotha baminana là một loài côn trùng trong họ Berothidae thuộc bộ Neuroptera. Loài này được C.-k. Yang & Liu miêu tả năm 1999.